# باریک سفلی
باریک سفلی یک منطقهٔ مسکونی در افغانستان است که در ولایت بامیان واقع شده‌است.